# Where the Sidewalk Ends
Where the Sidewalk Ends (bra: Passos na Noite; prt: O Castigo da Justiça) é um filme noir estadunidense de 1950, produzido e dirigido por Otto Preminger para a 20th Century Fox, com roteiro escrito por Ben Hecht da adaptação de Robert E. Kent, Frank P. Rosenberg e Victor Trivas do livro de 1948 Night Cry, de William L. Stuart. O filme é considerado um clássico do gênero noir. Foi o último de Otto Preminger como diretor de aluguel da Twentieth Century Fox.

## Elenco
- Dana Andrews...Detetive Sgt. Mark Dixon
- Gene Tierney...Morgan Taylor-Paine
- Gary Merrill...Tommy Scalise
- Bert Freed...Detetive Sgt. Paul Klein (parceiro de Dixon)
- Tom Tully...Jiggs Taylor, pai de Morgan
- Karl Malden...Detetive Tenente Thomas
- Ruth Donnelly...Martha, proprietária do Café da Martha
- Craig Stevens...Ken Paine
- Robert F. Simon...Insp. Nicholas Foley (não creditado)

## Sinopse
Os detetives Mark Dixon e Thomas começaram juntos na polícia de Nova Iorque e ambos são eficientes agentes da lei, mas, enquanto o segundo é promovido a tenente, o outro é rebaixado no mesmo dia. O Inspetor Foley justifica as decisões, dizendo a Dixon sobre ter recebido várias denúncias de espancamentos e maus-tratos cometidos por ele contra os bandidos que prende. Dixon despreza todos os criminosos, principalmente o gângster Tommy Scalise e acha que finalmente conseguirá pegá-lo quando ocorre um homicídio na casa de jogatina mantida por ele naquela mesma noite. Mas Scalise incrimina outro jogador, o veterano de guerra Ken Payne. Dixon fica encarregado de buscar Payne, mesmo não acreditando que ele fora o autor do homicídio. Mas Payne resiste a prisão e acaba morto por acidente quando Dixon o derruba para se defender. O homem tinha uma placa de metal na cabeça e morre ao se chocar contra o chão. Desesperado, Dixon tenta encobrir o ocorrido e culpar Scalise. Mas o tenente Thomas reúne provas contra o taxista Jiggs Taylor, sogro de Paine. Dixon tenta por todos os meios culpar Scalise pelas duas mortes, ainda mais quando se apaixona por Morgan Taylor-Payne, a viúva de Ken e filha de Jiggs. Mas a condenação de Jiggs pela morte de Ken parece certa.

## Rádio
- Where the Sidewalk Ends "Night Cry", adaptação para programa de rádio em 1948.